# Val-Maravel
Val-Maravel é uma comuna francesa na região administrativa de Auvérnia-Ródano-Alpes, no departamento de Drôme. Estende-se por uma área de 21,6 km². Em 2010 a comuna tinha 53 habitantes (densidade: 2,5 hab./km²).